# アームズマガジン
『アームズマガジン』（ARMS Magazine）は、ホビージャパン発行のトイガン及びミリタリー関係の月刊専門雑誌。『月刊ホビージャパン』の別冊「THE SHOOTING GUN」、「GUN SMITHシリーズ」を経て、1989年6月に定期刊行物として創刊された。
雑誌のサイズが他誌よりも大きい。エアガンやミリタリー関連のイベント等を紹介する。主な読者層はモデルガンの愛好家である。表紙は女性が銃を構えたり、完全武装スタイルになったりしている構図が定番である。サバイバルゲームのチームの構成員を募集するコーナーもある。
近年は散弾銃など日本国内での所持可能な実銃の特集も盛んに組んでおり、射撃大会のレポート記事も掲載されている。
初期はB5サイズで、記事内容は実銃の解説記事と連動したトイガンの紹介とチューニング記事を中心としていたが、姉妹紙であるホビージャパン誌のサイズ変更リニューアルの成功に追従して、同様の変更を行った。
サイズ変更にともない、それまでの連載企画の大半を終了させ実銃関連記事を減らすなど内容も大幅に変更されたが、現在は初期の路線に回帰した感がある。

## 主な記事
- 毎号、グラビアで実銃・エアソフトガンの紹介を行っている。
- トイガン解体新書 - 青谷三郎による市販のエアソフトガンのメンテナンスやチューンナップ・ドレスアップのテクニックを紹介。
- サバゲ虎の穴 - サバゲ専門店店主でライターであるボスゲリラとボスゲリラ率いるゲリラリラ軍団によるフィールド紹介やサバイバルゲームの体験記事。
- みぐの勝手にインプレッション - ホビーライター森永みぐによるエアソフガン新製品の紹介、イラストも本人による。
- 以前は飯柴智亮（当時アメリカ陸軍大尉　不祥事により刑事処分を受けたのち不名誉除隊）による米軍や米軍に制式採用されていた銃火器のインプレが掲載されていた。
- 制服の帝国 - ドイツミリタリー研究家、山下英一郎によるナチス・ドイツの軍装品や行政組織の解説。

　広告ページをはさみあーむずB面へ、打って変わって萌えキャラやアニメ、1/6アクションフィギア（GIジョー）などの柔らかめの構成になる。
　広告ページに読者投稿欄と俳優でありガンエフェクターの栩野幸知によるプロップガンの紹介、内田弘樹によるブックレビュー、
コミケ運営委員である牛島えっさいの同人誌紹介コーナー「Felt Post 2」がある。
- 魔法の海兵隊員ぴくせる☆まりたん
- 第二次大戦紳士録 - ホリエカニコによる漫画。
- 馬車馬戦記 - 速水螺旋人による架空の武器紹介漫画（連載終了）。
- 黒光るモノにときめき☆であります - 松本規之による武器と美少女のイラスト（連載終了）。
- 不定期にテレンス・リー、柘植久慶、小峯隆生らのインタビュー記事が掲載される。
- モデルによるコスプレグラビア。

## その他
- 1992年の映画『七人のおたく』において「ミリタリーおたく」に関する監修を行った（なお、HJ誌も「フィギュアおたく」に関する監修を行った）